# Renegado (serie de televisión)
Renegade es una serie de televisión estadounidense emitida entre el 19 de septiembre de 1992 y el 4 de abril de 1997 con un total de 110 episodios. La serie cuenta las aventuras de Reno Raines, un policía acusado injustamente de asesinato y que se convierte en un cazador de recompensas, interpretado por  Lorenzo Lamas. La serie fue producida por Stephen J. Cannell, quien también tuvo un papel recurrente como Donald 'Dutch' Dixon.

## Descripción general
Acusado por el asesinato de su esposa por Dixon, Reno Raines es enviado a prisión, pero se escapa rápidamente. Dixon envía a un cazador profesional amerindio Bobby Sixkiller (Branscombe Richmond) después de él, pero Reno salva la vida de Bobby y obtiene los beneficios de su confianza. Reno adopta el nombre de Vince Black con el que trabaja como un cazador de recompensa para las Empresas Sixkiller, mientras va en la búsqueda de un testigo que puede limpiar su nombre y denunciar a Dixon - un testigo llamado Hound Adams (Geoffrey Blake), que teme por su propia vida.
Las cosas que caracterizan a Reno, son su moto y su escopeta.
El tema de El Renegado fue compuesto por Mike Post. En el clímax de la serie ejecuta Renegade cuando fue transmitido en casi 100 países y una docena de idiomas, el logro de la serie es que fue uno de los programas más vistos del mundo, comparada en números solamente por la serie Baywatch. 
Además, Hammerfall, una banda de metal sueca, hizo un álbum con una canción llamada "Renegade" y esta canción está relacionada con el programa de televisión:
"(...) An outlaw chasing outlaws, a hunter in the night(...) "
(Un forajido persiguiendo forajidos, un cazador en la noche).

## Lista de capítulos de Renegado

### Temporada uno (1992-1993)
1. «Pilot»
2. «Hunting Accident»
3. «Final Judgment»
4. «La Mala Sombra»
5. «Mother Courage»
6. «Second Chance»
7. «Eye of the Storm»
8. «Payback»
9. «The Talisman»
10. «Partners»
11. «Lyons' Roar»
12. «Val's Song»
13. «Give and Take»
14. «Samurai»
15. «The Two Renos»
16. «Billy»
17. «Headcase»
18. «The Hot Tip»
19. «Moody River»
20. «Vanished»
21. «Fighting Cage, Part I»
22. «Fighting Cage, Part II»

### Temporada dos (1993-1994)
1. «The Hound»
2. «The Champ»
3. «White Picket Fences»
4. «Dead End and Easy Money»
5. «No Good Deed...»
6. «The Rabbit and the Fox»
7. «Endless Summer»
8. «Bonnie and Claire»
9. «Wheel Man»
10. «Windy City Blues»
11. «Honor Bound»
12. «Hard Rider»
13. «Charlie»
14. «South of '98»
15. «Hostage»
16. «Rabbit Redux»
17. «The Posse»
18. «Once Burned, Twice Chey»
19. «Sheriff Reno»
20. «Murderer's Row, Part I»
21. «Murderer's Row, Part II»
22. «Carrick O'Quinn»

### Temporada tres (1994-1995)
1. «Dutch On the Run»
2. «The Trial of Reno Raines»
3. «Escape»
4. «The King and I»
5. «Black Wind»
6. «Way Down Yonder in New Orleans»
7. «Rustlers' Rodeo»
8. «Muscle Beach»
9. «The Late Shift»
10. «Thrill Kill»
11. «Teen Angel»
12. «Den of Thieves»
13. «Rancho Escondido»
14. «Cop for a Day»
15. «Stalker's Moon»
16. «Repo Raines»
17. «Ace in the Hole»
18. «Living Legend»
19. «Family Ties»
20. «Broken On the Wheel of Love»
21. «Split Decision»
22. «Hitman»

### Temporada cuatro (1995-1996)
1. «Sawed-Off Shotgun Wedding»
2. «Honeymoon in Mexico»
3. «The Ballad of D.B. Cooper»
4. «Most Wanted»
5. «Liar's Poker»
6. «Dead Heat»
7. «An Uncle in the Business»
8. «Offshore Thunder»
9. «Studs»
10. «Another Time and Place»
11. «Sins of the Father»
12. «No Place Like Home»
13. «Baby Makes Three»
14. «Hound Downtown»
15. «Stationary Target»
16. «Rio Reno»
17. «Paradise Lost»
18. «Love Hurts»
19. «Hard Evidence»
20. «The Dollhouse»
21. «Hog Calls»
22. «The Road Not Taken»

### Temporada cinco (1996-1997)
1. «No Balls, Two Strikes»
2. «Self Defense»
3. «Mr. Success»
4. «Five Minutes to Midnight»
5. «God's Mistake»
6. «Ghost Story»
7. «Milk Carton Kid»
8. «High Rollers»
9. «For Better Or Worse»
10. «The Pipeline»
11. «Ransom»
12. «Father's Day»
13. «Hard Rain»
14. «Top Ten With a Bullet»
15. «Swm Seeks Vctm»
16. «Knock Out»
17. «Sex, Lies and Activewear»
18. «Blood Hunt»
19. «Bounty Hunter of the Year»
20. «Born Under a Bad Sign»
21. «The Maltese Indian»
22. «The Bad Seed»

## Reparto
- Lorenzo Lamas como Reno Raines/Vince Black.
- Branscombe Richmond como Bobby Sixkiller.
- Kathleen Kinmont como Cheyenne Phillips (temporadas 1 a 4).
- Stephen J. Cannell como Teniente Donald 'Dutch' Dixon.
- Sandra Dee Robinson como Sandy Carruthers (sólo en la temporada 5).

## Reparto y doblaje
| Actor original Estados Unidos | Personaje                     | Actor de voz España | Actor de voz México  |
| ----------------------------- | ----------------------------- | ------------------- | -------------------- |
| Lorenzo Lamas                 | Reno Raines/Vince Black       | Gonzalo Faílde      | Jesse Conde          |
| Branscombe Richmond           | Bobby Sixkiller               | Tacho González      | Pedro D'Aguillón Jr. |
| Kathleen Kinmont              | Cheyenne Phillips             | Miriam Aldrey       | Olga Donna-Dío       |
| Stephen J. Cannell            | Teniente Donald "Dutch" Dixon | Antón Cancelas      | Blas García          |
| Sandra Dee Robinson           | Sandy Carruthers              | Beatriz Garcia      | Rocío Prado          |

## Lanzamientos en DVD en Español
Llamentol ha publicado las primeras dos temporadas de la serie en DVD en español de España, por el momento no se ha lanzado la versión de español en DVD para Hispanoamérica. 
| Nombre del DVD  | Ep # | Fecha de lanzamiento |
| --------------- | ---- | -------------------- |
| Temporada 1 y 2 | 22   | 4 de enero de 2017   |

## Lanzamientos en DVD en inglés
Anchor Bay Entertainment ha publicado las primeras tres temporadas de Renegade en DVD en la Región 1 por primera vez. Todas las temporadas han salido en DVD y publicado por Mill Creek Entertainment. 
| Nombre del DVD    | Ep # | Fecha de lanzamiento  | Información adicional |
| ----------------- | ---- | --------------------- | --- |
| Temporada 1       | 22   | 25 de enero de 2005   | - Entrevistas con: Stephen J. Cannell, Lorenzo Lamas, Branscombe Richmond y Kathleen Kinmont |
| Temporadas 2 y 3  | 44   | 22 de agosto de 2006  | - Entrevistas con los creadores Stephen J. Cannell y Mike Post - Guion en DVD ROM de "Dead End & Easy Money" escrito por Stephen J. Cannell - Obtener una prueba internacional de Renegade - "Dead End & Money Easy", selección de escenas en español - Galería de fotos |
| Temporadas 1 al 5 | 111  | 12 de octubre de 2010 | |